# Blaçi
Blaç (serb. Бљач, Bljač) – wieś w Kosowie, w regionie Prizren, w gminie Dragaš. W 2011 roku liczyła 1455 mieszkańców. 